# Gustav Theodor Fritsch
Gustav Theodor Fritsch, född 5 mars 1838 i Cottbus, död 12 juni 1927 i Berlin, var en tysk anatom, antropolog och fysiolog.
Fritsch blev 1862 medicine doktor, gjorde därefter vidsträckta resor och utnämndes 1869 till docent i Berlin. Åren 1874–1921 var han extra ordinarie professor där. Han studerade framför allt de elektriska fiskarnas anatomi, men publicerade även viktiga etnologiska arbeten, till exempel Die Eingeborenen Süd-Afrikas (1872). Han utförde tillsammans med Eduard Hitzig undersökningar över verkan av elektrisk retning av hjärnbarken (1870) vilka start bidrog till utvecklingen av våra kunskaper om det centrala nervsystemet.
Bland hans skrifter märks Die Gestalt des Menschen (andra upplagan 1905) och Das Haupthaar (1912; med tillägget Die menschliche Haupthaaranlage, 1915).